# 沢村豊子
沢村 豊子（さわむら とよこ、1937年2月25日 - 2025年6月18日）は、曲師。福岡県出身。国友忠の相三味線を長く務め、ラジオでの連続浪曲「銭形平次」で一躍有名になる。近年では国本武春、玉川奈々福の相三味線で有名。日本浪曲協会所属。

## 来歴
幼少の頃より芸事が好きであり、10歳の頃より藤間流・坂東流などの日本舞踊を習い、将来も舞踊の師匠になるのを望んでいたが、「踊りの師匠になるには細三味線くらい弾けなければならない」と父に勧められ、端唄の三味線も習う事となった。
当時、浪曲界の大看板・二代目天中軒雲月（後の伊丹秀子）の弟子筋であった浪曲師・佃雪舟が全国巡業で近所の佐賀劇場に出演していた折、周囲に連れられ楽屋で三味線を弾いてみたところ「音締めが良く、筋の良い女の子がいる」と見込まれ、相三味線（専属の三味線弾き）を探していた佃雪舟に東京行きを誘われる。浪曲について何も知らず、見た事も聴いた事も無かったが、「東京に行けば立派な踊りの師匠になれる」と思い、12歳の時に上京。
浅草で名曲師・山本艶子のもとに通い浪曲三味線の厳しい修業を始める。毎朝の稽古と毎回一席舞台のおさらい、帰宅後も佃雪舟との厳しい稽古が続き、実家に帰りたい気持ちであったが、当時は新幹線も無く逃げ出す事も出来ず、日々の修業に耐え忍んだ（佃雪舟からは稽古以外では子供のように可愛がられたという）。その後、佃雪舟の相三味線として全国巡業に回る。
佃雪舟のもと5年の年季奉公・1年の御礼奉公の後、17歳の時に当時売り出し中の浪曲師・国友忠が主催する「浪曲教室」に参加する。「浪曲教室」においては講師として招かれた二代目広沢虎造や二葉百合子をはじめとしたプロの浪曲師達、またプロ級の腕を持つ多数の素人（天狗連）の多種多様な節を弾きこなそうと精励する事によって腕を磨き、芸の幅を広めた。それ以来、国友忠の相三味線となり、約30年間務める事となる。その音締めが特徴の一つである。
ラジオ東京(TBS)や文化放送の浪曲ドラマの曲師など担当。テレビ、レコードでは三波春夫、村田英雄、二葉百合子などの三味線も弾いた。とりわけ国友忠によって浪曲化された『銭形平次』の連続ラジオ小説は12、3年担当し、国友との共演で一世を風靡する。
近年においては、ベテランから若手まで隔てなく曲師を務め（特に国本武春、玉川奈々福の相三味線）、多くの舞台や放送をこなす。2010年4月には、曲師として主役となる会『浪曲三味線 沢村豊子の世界』が浅草・木馬亭で開かれ、同じく浪曲三味線の技術などが細かく収録された教則DVD『浪曲三味線 沢村豊子の世界』が発売された。2016年10月、手を骨折して危ぶまれたが無事復帰している。
2021年2月、第42回松尾芸能賞功労賞受賞。
2025年6月18日、敗血症のため東京都の病院で死去。88歳没。24日に通夜、25日に告別式が自宅のある茨城県古河市で営まれた。

## メディア出演

### テレビ
- 武田鉄矢の昭和は輝いていた『待ってました名調子！浪曲・浪花節』（2022年1月21日、BSテレ東）

### ラジオ
- 久米宏 ラジオなんですけど 今週のスポットライト （2018年1月20日[5]、TBSラジオ）
- 春風亭昇太のラジオビバリー昼ズ（2023年5月31日、ニッポン放送）
- 浪曲十八番「追悼 曲師・沢村豊子 その芸その技」（2025年8月4日、NHKFM）- 出演は玉川奈々福、沢村さくら

### 映画
- 絶唱浪曲ストーリー（2023年、川上アチカ監督）

### ライブストリーミング
- 【港家小柳師匠追悼再配信】｢浪曲DOMMUNE」第一夜（2018年9月18日、DOMMUNE） - 都築響一、港家小柳、玉川奈々福、川上アチカと共に出演）[6]

## DVD
- 浪曲三味線 沢村豊子の世界 XQBT-2009 （2010年6月9日）

## 弟子
- 沢村さくら
- 広沢美舟
- 沢村まみ
- 沢村道世
- 沢村理緒
- 沢村博喜

## 演じた俳優
- 藤吉久美子（『強行帰国〜忘れ去られた花嫁たち〜』）